# Wu Rongrong
Wu Rongrong (en chino 武嵘嵘; 1985) es una feminista china y activista por los derechos de la mujer. Es miembro de uno de los colectivos feministas más grandes en China conocidos como Feminist Five o Gang of Five (Las cinco feministas).

## Biografía
Wu Rongrong nació en 1985 en el condado de Jiaocheng, Lüliang, provincia de Shanxi en el norte de China. Asistió a la Universidad de Mujeres de China y se especializó en trabajo social. Durante dos años fue voluntaria en China Children's Press and Publication Group, una organización de noticias y publicaciones de la Liga de la Juventud Comunista de China que promueve actividades juveniles y compromiso social. También pasó casi cuatro años como voluntaria en la Fundación New Path en China. 
En un blog escrito por la propia Wu, compartió las experiencias que tuvo durante sus años universitarios de acoso sexual por parte de los funcionarios locales de la aldea de su ciudad natal. En el blog, ella también atribuye el ambiente patriarcal en el que creció como causa de su posterior activismo por los derechos de las mujeres. También fue durante sus años universitarios cuando fue diagnosticada como portadora de hepatitis B.
Wu estableció el Centro de Mujeres Weizhiming en Hangzhou en 2014 y es su directora ejecutiva. Anteriormente, Wu fue la líder del proyecto para los programas de derechos de las mujeres en el Beijing Yirenping Center, una organización dedicada a la justicia social y la salud pública, y miembro del personal del Beijing Aizhixing Institute, la principal ONG de China sobre los derechos de las personas infectadas con VIH/sida.

## Activismo
El 8 de marzo de 2015, con motivo del Día Internacional de la Mujer, Wu y otras activistas feministas chinas, incluidas las Cinco Feministas, planearon repartir panfletos en autobuses públicos y metro para concienciar sobre el acoso sexual. Sin embargo, su plan fue frustrado por la policía y diez activistas fueron detenidas y encarceladas por desorden público. Durante la detención, a Wu se le negó la medicación para la hepatitis, lo que provocó un deterioro de su estado de salud. El 13 de abril, después de semanas de detención, Wu fue liberada bajo fianza junto con otros cuatro activistas. Después de la liberación, el esposo de Wu dijo en una entrevista telefónica que Wu estaba "colapsada emocionalmente"  por el lenguaje grosero y las amenazas a las que fue sometida en la cárcel. 
El activismo de Wu y las otras mujeres detenidas recibieron el apoyo internacional durante ese tiempo. Hillary Clinton, que se postulaba como candidata presidencial democrática en ese momento, tuiteó "La detención de activistas de mujeres chinas debe terminar" y describió la acción del gobierno como "inexcusable". El Secretario de Estado de los Estados Unidos, John Kerry, hizo comentarios similares para pedir la liberación de los activistas.
En 2017, la autoridad de seguridad del condado local en la provincia de Shanxi le negó a Wu un permiso para estudiar leyes en Hong Kong, a pesar de que la Universidad de Hong Kong ya la había aceptado antes del bloqueo y le había otorgado una visa por el Departamento de Inmigración de Hong. Además, se le prohibió abandonar el país durante diez años. Sin embargo, a través de largas negociaciones, se le concedió permiso para ir a Hong Kong una semana después.
Cuando el movimiento #MeToo cobró impulso a nivel mundial, Wu ofreció apoyo y asesoramiento a los activistas que hacen campaña por políticas para prevenir el acoso sexual en las universidades chinas.